# Final da Taça da Liga de 2009–10
A final da Taça da Liga de 2009–10 foi uma partida de futebol jogada no dia 21 de março de 2010 para decidir o campeão da Taça da Liga de 2009–10. O jogo foi disputado no Estádio do Algarve, em Faro, entre o Sport Lisboa e Benfica e o Futebol Clube do Porto. O Benfica venceu o FC Porto por 3–0, vencendo a competição pela segunda vez consecutiva.

## Jogo
| 21 de março de 2010 | FC Porto | 0 – 3 | Benfica                                                   | Estádio do Algarve, Faro             |
|                     |          |       | Rúben Amorim 10' · Carlos Martins 45' · Óscar Cardozo 90' | Público: 23 430 Árbitro: Jorge Sousa |